# Alwin Thomas
Alwin Thomas est un pasteur, compositeur et chef de chœur de louanges indiens, plus précisément tamoul. Il est connu pour avoir réalisé des réveils spirituel de jeunes en Inde tel que Freedom 08, Freedom 09 et Freedom 10, ou encore Bless India. Lors de ces concerts Freedom, et bien qu'il soit lui-même compositeur, Alwin Thomas fait des reprises de chants populaires tels que Baruch Adonai de Paul wilbur, How Great is our God de Chris Tomlin, Blessed be your name de Matt Redman. 
Alwin Thomas habite à Chennai, (Inde) avec sa femme Joy et ses deux enfants

## Discographie
1. Nanri vol 1 (2007)
2. Nanri vol 2 (2008)
3. Nanri vol 3 (2009)
4. Nanri vol 4 (2010)
5. Freedom '08 (2008)
6. Freedom '09 (2009)
7. Freedom'10 (2010)
8. Bless India (2009)